# Бојсо
Бојсо (фр. Bouyssou) насеље је и општина у јужној Француској у региону Миди Пирене, у департману Лот која припада префектури Фижак.
По подацима из 2011. године у општини је живело 122 становника, а густина насељености је износила 21,71 становника/km². Општина се простире на површини од 5,62 km². Налази се на средњој надморској висини од 440 метара (максималној 594 m, а минималној 291 m).

## Демографија
| 1962. | 1968. | 1975. | 1982. | 1990. | 1999. | 2011. |
| ----- | ----- | ----- | ----- | ----- | ----- | ----- |
| 128   | 130   | 87    | 113   | 114   | 111   | 122   |

График промене броја становника у току последњих година